# Прогулка по Миссисипи
«Прогулка по Миссисипи» (англ. Mississippi Grind) — американский драматический фильм 2015 года Анны Боден и Райана Флека. Премьера состоялась на кинофестивале Сандэнс в январе 2015 года.

## Сюжет
Стареющий азартный игрок Джерри испытывает череду неудач и финансовые трудности. Он встречает молодого картёжника Кёртиса, который, по его мнению, может принести ему удачу. Вместе они отправляются по южным штатам США.

## В ролях
- Райан Рейнольдс — Кёртис
- Бен Мендельсон — Джерри
- Сиенна Миллер — Симона
- Анали Типтон — Ванесса
- Элфри Вудард — Сэм
- Робин Вайгерт — Дороти
- Маршал Чэпмен — Черри
- Джейн Макнил — Кейт
- Индиго — Дора
- Джеймс Тобэк — Тони Раундтри
- Джейсон Шаффетт — Чак

## Восприятие
Фильм получил крайне высокие отзывы мировой кинопрессы. На сайте Rotten Tomatoes фильм имеет рейтинг 90% на основе 115 рецензий со средним баллом 7,4 из 10. 
На сайте Metacritic фильм набрал 77 баллов из 100, на основе 27 обзоров. 